# Potentiel de Woods-Saxon

Un potentiel de Woods-Saxon, normalisé à V_{0}, pour A = 50 et a = 0.5 fm.

Le potentiel de Woods-Saxon est un potentiel de champ moyen pour les nucléons (protons et neutrons) à l’intérieur du noyau atomique. Il est utilisé pour décrire de manière approximative les forces qui s’appliquent entre les nucléons.
La forme du potentiel est :
{\displaystyle V(r)=-{\frac {V_{0}}{1+\exp({r-R \over a})}}}
où V0 (qui a la dimension d'une énergie) représente la profondeur du puits de potentiel, r est la distance du nucléon par rapport au centre du noyau, a est une longueur représentant l’« épaisseur de la surface » du noyau et R = r0 A1/3 est le rayon nucléaire où r0=1,25 fm et A est le nombre de masse.

## Historique
Le potentiel a été proposé en 1954 par R. D. Woods et David S. Saxon afin de décrire la diffusion des protons sur les noyaux lourds, tels que le platine ou le nickel. Dans leur article, ils introduisent ce potentiel, en remplacement d'un puits de potentiel carré, afin d'obtenir une meilleure reproduction des sections efficaces différentielles de la diffusion élastique. Ce nouveau potentiel permet d'obtenir des résultats plus cohérents à ceux obtenus en considérant une diffusion Rutherford.

### Articles scientifiques
1. ↑  (en) Roger D. Woods et David S. Saxon, « Diffuse Surface Optical Model for Nucleon-Nuclei Scattering », Physical Review, vol. 95,‎ juillet 1954, p. 577-578 (DOI 10.1103/PhysRev.95.577)